# Kaziorka

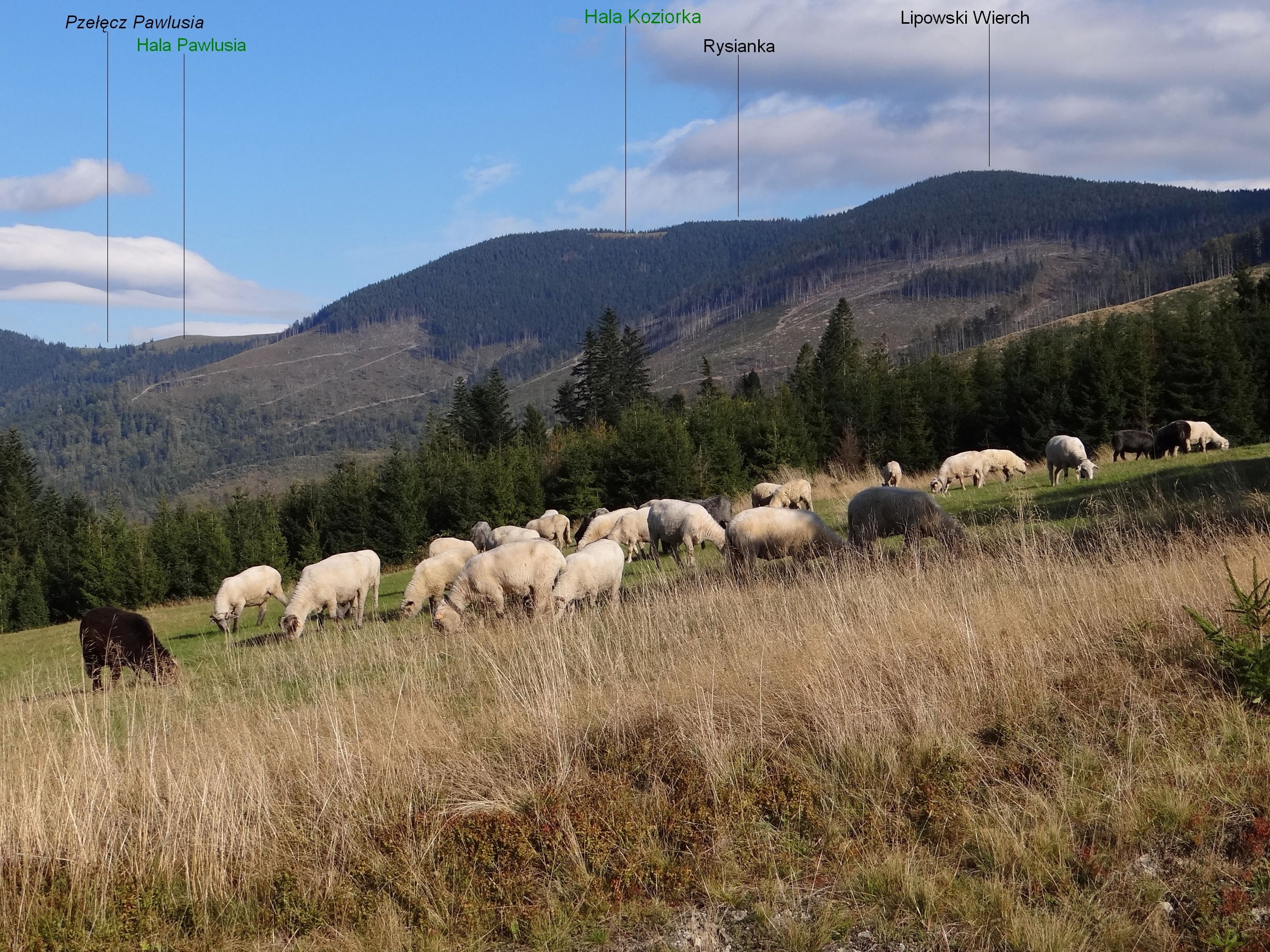
Widok na Halę Koziorka z Hali Boraczej

Kaziorka lub Hala Koziarka – polana na Rysiance w Beskid Żywiecko-Orawski. Nazwa hala jest pasterskiego pochodzenia – dawniej w Karpatach halami nazywano polany, które nie były koszone, tylko wypasane. Hala Koziorka znajduje się na wysokości około 1300–1320 m, tuż pod wierzchołkiem Rysianki, na zachodnich stokach Szyndzielnego Gronia (grzbiet opadający z Rysianki do doliny Żabniczanki). Od dawna nie jest użytkowana, pasterstwo w Karpatach załamało się bowiem w latach 1980. z przyczyn ekonomicznych, szczególnie na wysokogórskich, oddalonych od osiedli ludzkich halach.
Kaziorka znajduje się w granicach wsi Żabnica w województwie śląskim, w powiecie żywieckim, w gminie Węgierska Górka. Położona jest poza szlakami turystycznymi, z tego też względu nie jest opisywana w przewodnikach turystycznych, zaznaczana jest jednak na mapie. Dobrze widoczna jest np. z Hali Boraczej i szczytu Prusowa.